# 小山內怜央
小山內怜央（日语：／ Osanai Reo，4月23日—）是一名日本女性聲優，青森縣出身，大澤事務所所屬。

## 人物
畢業於代代木動畫學院。
專長為跳舞。

## 演出作品
※粗體字為主要角色。

### 電視動畫
2021年
- 入間同學入魔了！第2期（華特樂園遊客們、客人們）

2022年
- 式守同學不只可愛而已（女學生）
- SHINE POST（女高中生）
- 孤獨搖滾！（上班族的女兒）

2023年
- 冰屬性男子與無表情女子
- 再得一勝！
- 小智是女孩啦！（足球少女）
- 進化果實～不知不覺踏上勝利的人生～（女學生1）
- 傲嬌反派千金莉潔洛特與實況主遠藤同學及解說員小林同學（沙赫〈幼年〉[2]）
- 異世界悠閒農家（蘿亞裘[2]）
- 肌肉魔法使-MASHLE-（馬修〈嬰兒〉[2]、阿比斯〈少年〉、多德〈幼年〉）
- 江戶前精靈（歌聲）
- 藍色管弦樂（新入生、瑪麗[2]）
- 【我推的孩子】（SNS的聲音）
- 為美好的世界獻上爆焰！（少女）
- 東京喵喵 NEW♡（女高中生）
- BanG Dream! It's MyGO!!!!!（同班同學B[5]、友人A[5]、月之森 學生B[5]）
- 白聖女與黑牧師（男孩子[6]）
- 卡片戰鬥!! 先導者 will+Dress（DAYBREAK成員[7]）
- 決鬥大師 WIN 決鬥學園篇（喝勵子[2]）
- 位於戀愛光譜極端的我們（美優[2]）
- 聖女魔力無所不能 Season2（女僕[8]、侍女[8]）
- 靠著魔法藥水在異世界活下去！（莉緹莉莎）
- 柚木家的四兄弟（學生、同班同學）

2024年
- 狩龍人拉格納（民間人們[9]）
- 我內心的糟糕念頭 第2期（女學生B[10]）
- 外科醫生愛麗絲（女子[11]）
- 夜櫻家大作戰（女學生C[12]、女主人[12]、護士[12]）
- 黑執事 寄宿學校篇（布魯亞家姐妹[13]）
- 花野井同學與戀愛病（男孩子[14]、女孩子[14]）
- 敗北女角太多了！（胡桃[15]、女學生[15]、小學生[15]、小鞠陽菜[15]）
- 擅長逃跑的殿下 [16]
- 前輩是偽娘（少年[17]）
- 小市民系列（川俁早苗[18]）
- 青春之箱（部員[19]）
- 在地下城尋求邂逅是否搞錯了什麼V 豐穰女神篇（人們[20]）
- 神明選拔 Season2 完結篇[21]
- 村井之戀（幼女[22]）
- 一兆＄遊戲（女主人）
- 神之塔 -Tower of God- 王子的歸還 / 工房戰（蕾波[23]）
- 魔王2099（女學生D）
- 香格里拉·開拓異境～糞作獵手挑戰神作～ 2nd season（SF-Zoo 魔法使C）
- 妖怪學校的菜鳥老師！（座敷童子）

2025年
- 青春特調蜂蜜檸檬蘇打（雪乃）
- 離開A級隊伍的我，和從前的弟子往迷宮深處邁進（少年優克）
- 黑岩目高不把我的可愛放在眼裡（部員D）
- 妖怪學校的菜鳥老師！（傭人妖怪2）
- 群花綻放、彷如修羅（部員）
- 九龍大眾浪漫（女藝人）
- Summer Pockets
- 紫雲寺家的兄弟姊妹（女部員A）
- 忍者與殺手的同住日常（同班同學）
- 男女之間存在純友情嗎？（不，不存在！）（男孩子A）
- Bad Girl 不良少女（女高中生）
- 祕密的偶像公主 環篇（一色渚）
- 遊樂場少女的異文化交流（草壁葵衣[24]）
- 杜鵑婚約 Season2（女學生）
- 薰香花朵凛然綻放（女國中生）
- SAKAMOTO DAYS 坂本日常（小孩）

### 網路動畫
2025年
- 黑暗鴉與深夜的冒險（瑪力露麗[25]）
- 章魚嗶的原罪（同級生）

### 遊戲
- SEGA NET 麻雀MJ

## 外部連結
- 小山内 怜央（おさない れお） - 大沢事務所
- 小山內怜央的X（前Twitter）